# La marche et le drapeau
La marche et le drapeau es el primer álbum recopilatorio oficial de la banda chilena Quilapayún, publicado en 1977 en vinilo doble y casete. Corresponde al primer álbum de la agrupación lanzado en este segundo formato de audio. Contiene tanto canciones editadas en Chile, como temas en vivo, regrabaciones e inéditos. El título del álbum está en francés, y significa «La marcha y la bandera».

## Lista de canciones
| N.º | Título                                                        | Letras                 | Música                 | Duración |  |
| 1.  | «El pueblo» (del álbum Quilapayún)                            | Ángel Parra            | Ángel Parra            |          |  |
| 2.  | «El forastero» (del álbum Quilapayún)                         | Carlos Préndez Saldías | Eduardo Carrasco       |          |  |
| 3.  | «Tierra de Artigas» (del álbum Quilapayún 4)                  | Víctor Lima            | Víctor Lima            |          |  |
| 4.  | «Canción del minero» (del álbum Quilapayún)                   | Víctor Jara            | Víctor Jara            |          |  |
| 5.  | «Canción del soldado» (del álbum Quilapayún 3)                | Víctor Jara            | Víctor Jara            |          |  |
| 6.  | «El buen borincano» (del álbum Quilapayún 4)                  | Rafael Hernández Marín | Rafael Hernández Marín |          |  |
| 7.  | «Dicen que la patria es» (del álbum Quilapayún 3)             | anónimo español        | anónimo español        |          |  |
| 8.  | «El polo salió de España» (del álbum Quilapayún 4)            | popular                | popular                |          |  |
| 9.  | «Milonga de andar lejos» (del álbum Quilapayún 4)             | Daniel Viglietti       | Daniel Viglietti       |          |  |
| 10. | «Canción de Frondoso» (del álbum Quilapayún 4)                | Lope de Vega           | Federico García Vigil  |          |  |
| 11. | «El carrero» (de Canciones folclóricas de América)            | Daniel Viglietti       | Daniel Viglietti       |          |  |
| 12. | «Manuel Ascencio Padilla» (del álbum Quilapayún 3)            | Sergio Ortega          | Sergio Ortega          |          |  |
| 13. | «Venceremos»                                                  | Claudio Iturra         | Sergio Ortega          |          |  |
| 14. | «Nuestro cobre» (en vivo, 15/09/73 en Francia)                |                        |                        |          |  |
| 15. | «Comienza la vida nueva»                                      |                        |                        |          |  |
| 16. | «Onofre sí, Frei»                                             |                        |                        |          |  |
| 17. | «Segunda declaración de La Habana»                            | Isidora Aguirre        | Luis Advis             |          |  |
| 18. | «Tío Caimán» (2a grabación; la 1a es de Quilapayún 4)         | A. Chang Mari          | A. Chang Mari          |          |  |
| 19. | «Dónde están» (inédito)                                       |                        |                        |          |  |
| 20. | «Himno de la C.U.T.» (inédito)                                |                        |                        |          |  |
| 21. | «General Prats, usted tenía razón» (inédito)                  |                        |                        |          |  |
| 22. | «Cuando sales de tu casa» (inédito)                           | Eduardo Yáñez          | Eduardo Yáñez          |          |  |
| 23. | «El pueblo unido jamás será vencido» (en vivo, 1973 en Chile) | Quilapayún             | Sergio Ortega          |          |  |
| 24. | «Las ollitas» (de La fragua; en vivo, 1973 en Chile)          | Sergio Ortega          | Sergio Ortega          |          |  |

## Créditos
Quilapayún
- Eduardo Carrasco
- Carlos Quezada
- Willy Oddó
- Hernán Gómez
- Rodolfo Parada
- Hugo Lagos
- Guillermo García